# كدبة كل يوم (فلم)
كدبة كل يوم هو فيلم مصري إنتاج عام 2016 من بطولة عمرو يوسف و درة و محمد ممدوح و شيرين رضا.

## القصة
يدور الفيلم في إطار رومانسي ساخر، يستعرض من خلاله  المشاكل العلاقات الزوجية. يتلقى هشام (عمرو يوسف) وهادية (درة)، اللذان يعملان في وكالة إعلانات، دعوة لقضاء إجازة في منتجع بمرسى علم مع زوجيهما عيشة (دينا الشربيني) وعادل (محمد ممدوح)، لحضور خطوبة صديقتهما شيري (عبير حريري). تكشف الإجازة عن التوترات والخلافات في زيجاتهما، حيث يواجه كل زوجين تحديات تتعلق بالغيرة، الاختلافات في الطباع، والتوقعات الرومانسية. يطرح الفيلم سؤالاً ساخراً: هل الزواج الناجح مجرد "كذبة" يومية، مع أداء كوميدي مميز من طاقم العمل بقيادة المخرج خالد الحلفاوي.

## طاقم العمل
- خالد الحلفاوي (مخرج)
- شريف الألفي (مؤلف)
- هشام منصور (مؤلف)

## بطولة
- عمرو يوسف (هشام)
- طارق التلمساني (ضيف شرف)
- فاروق الفيشاوي (ضيف شرف)
- درة (هادية)
- محمد ممدوح (عادل)
- دينا الشربيني (عيشة)
- كريم قاسم (سيف)
- شيرين رضا (شريهان)
- عمرو صالح (كريم)
- بيومي فؤاد (ضيف شرف)
- سلوى عثمان
- هدى (والدة سيف)
- عبير حريري (شيري)

## روابط خارجية
- كدبة كل يوم على موقع الدهليز
- كدبة كل يوم على موقع قاعدة بيانات الأفلام العربية
- كدبة كل يوم على موقع قاعدة بيانات الفيلم (الإنجليزية)
- كدبة كل يوم على موقع ليتربوكسد (الإنجليزية)